# Els quatre que morin
"Els quatre que morin" (títol original en anglès "The Four of Us Are Dying") és el tretzè episodi de la sèrie de televisió d’antologia La Dimensió Desconeguda. Es va emetre originalment l’u de gener de 1960 a la cadena CBS. L'episodi estava basat en el conte original de George Clayton Johnson, "All of Us Are Dying", que no s'havia publicat en aquell moment. La història va aparèixer posteriorment al número d'octubre de 1961 de Rogue. Ha estat doblat al català i emès per TV3.

## Narració d'obertura
| « | Es diu Arch Hammer, té 36 anys. Ha estat venedor, repartidor, conductor de camions, estafador, corredor d’apostes i barman a temps parcial. Aquest és un home barat, un home que es ven per por, amb una baratesa que passa pel vestit i la camisa; una ment barata, un gust baratt, una petita lluentor al seient de la seva consciència i una mirada de cambra fosca a un món la llum del sol mai no li ha arribat. Però el senyor Hammer té un talent, descobert a una edat molt primerenca. Això sí que té. Pot fer canviar la seva cara. Pot contraure un múscul, moure una mandíbula, concentrar-se en la mirada dels seus ulls i pot canviar de cara. Ell pot canviar-ho en el que vulgui. El senyor Archie Hammer, home de molts oficis, acaba de registrar-se a les tres vuitanta de la nit, amb dues bosses, alguns retalls de diari, un talent molt estrany, i un pla director per destruir algunes vides. | » |

## Argument
Arch Hammer és un estafador que pot canviar la seva cara per semblar-se a qualsevol que ell triï. Entra a un club nocturn, on es fa passar per Johnny Foster, el trompetista difunt, per robar a la xicota dolenta de Foster, Maggie, una cantant sensual.
A continuació, mentre es fa passar pel gàngster assassinat Virgil Sterig, Hammer fa una visita al senyor Pennell per extorsionar diners; Pennell és l'home que va fer matar a Sterig. Pennell envia els seus homes després de Hammer.
Tractant d'escapar per un carreró, Hammer veu un cartell del boxejador Andy Marshak i canvia la seva cara per la del lluitador. Els homes de Pennell són enganyats. Pensant que està estalvi, es troba amb el pare de Marshak en un quiosc de premsa, que el confon amb el fill que va trencar el cor de la seva mare i "va embrutar una nena dolça i decent que li hauria tallat un braç". Mentre el Sr. Marshak descobreix les raons per les quals odia l'Andy i el seu comportament, Hammer allunya el vell i torna a la seva habitació d'hotel. Un detectiu ve a recollir-lo per interrogar-lo; junts marxen cap a comissaria. Quan entren per la porta giratòria de l'hotel, Hammer torna a assumir l'aspecte del boxejador. El detectiu torna a l'edifici per trobar a Hammer.
El pare de Marshak està al carrer, amb una pistola sobre Hammer. L'estafador intenta demostrar que no és qui el vell creu que és, però abans que es pugui concentrar i canviar de cara, el senyor Marshak li dispara. Mentre Hammer està morint, la seva cara canvia d'una persona a una altra fins que mor amb la seva pròpia cara.

## Narració de cloenda
| « | Era Arch Hammer, un home petit barat que acabava de registrar-se. Era Johnny Foster, que tocava una trompeta i era estimat més enllà de les paraules. Era Virgil Sterig, amb diners a la butxaca. Era Andy Marshak, que va recuperar part de la seva agonia a una vorera davant d'un hotel barat. Hammer, Foster, Sterig, Marshak, i tots quatre estaven morint. | » |

## Repartiment
- Harry Townes com a Arch Hammer
- Ross Martin com a Johnny Foster
- Phillip Pine com a Virgil Sterig
- Don Gordon com a Andy Marshak
- Peter Brocco com el Sr. Marshak
- Milton Frome com a detectiu
- Beverly Garland com a Maggie

## Producció
"Després que s'haguessin escrit les primeres mitja dotzena d'històries, una part de l'enrenou va ser aconseguir un agent. Durant aquells anys vaig trobar alguns que em deixaven utilitzar els seus noms, encara que pocs es preocupaven de signar un contracte amb mi. Un d'aquests homes, Jay Richards - en aquell moment cap del departament de televisió de la Famous Artists Agency, absorbit des de fa temps per I.F.A (International Famous Agency), i des de llavors integrat a I.C.M (International Creative Management), que ara em representa a la televisió i al cinema, va acceptar llegir alguna cosa. Li vaig mostrar a Jay "All of Us Are Dying". Després de llegir-lo, va ratllar el títol amb un bolígraf i va escriure 'Rubberface!' Després el va enviar a Rod Serling, que tenia una nova sèrie aquella temporada anomenada The Twilight Zone."